# Helicteres sacarolha
Helicteres sacarolha är en malvaväxtart som beskrevs av Adrien Henri Laurent de Jussieu. Helicteres sacarolha ingår i släktet Helicteres och familjen malvaväxter. Inga underarter finns listade i Catalogue of Life.

## Bildgalleri

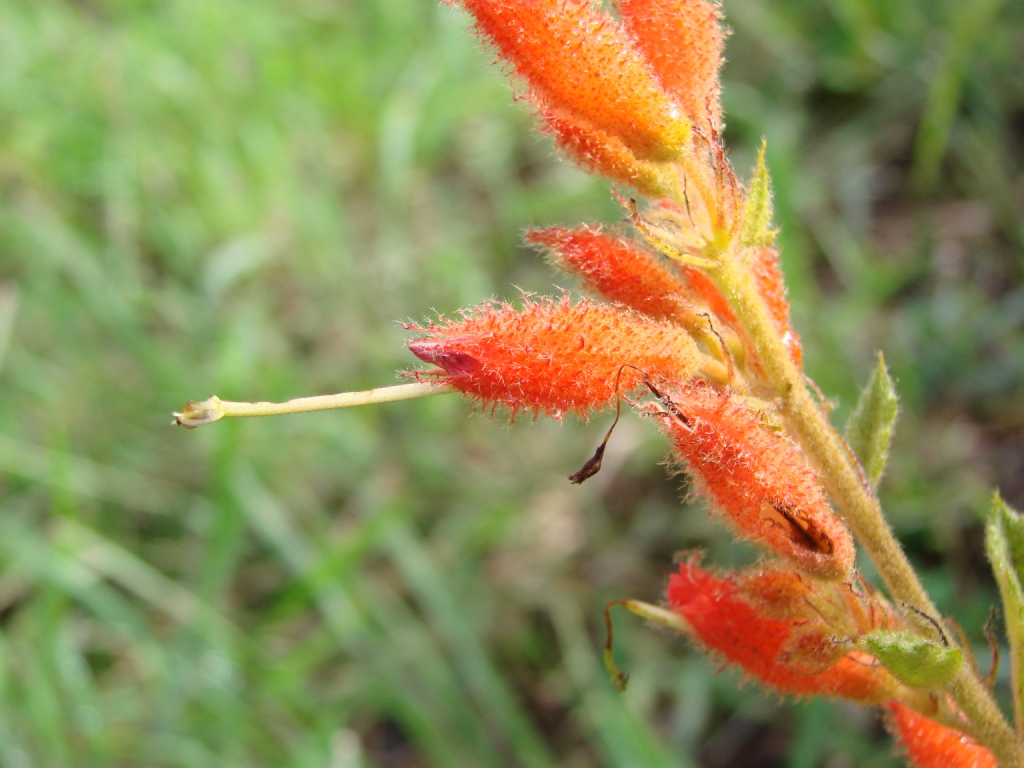
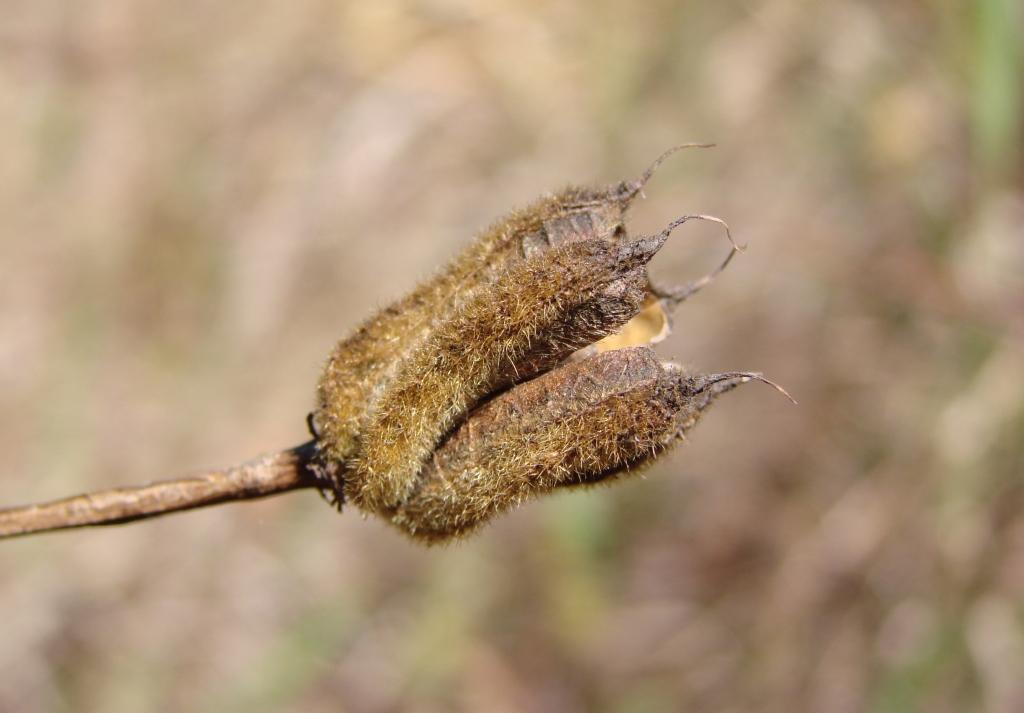